# باولا ساج
باولا ساج (بالإنجليزية: Paula Sage)‏ هي لاعبة كرة الشبكة وممثلة بريطانية، ولدت في 1980 في Cumbernauld ‏ في المملكة المتحدة.

## وصلات خارجية
- باولا ساج على موقع IMDb (الإنجليزية)
- باولا ساج على موقع ألو سيني (الفرنسية)
- باولا ساج على موقع أول موفي (الإنجليزية)
- باولا ساج على موقع قاعدة بيانات الفيلم (الإنجليزية)
- باولا ساج على موقع كينوبويسك (الروسية)